# Kinsey-skála
A Kinsey-skála Alfred Kinsey nevéhez fűződik, aki úgy vélte, hogy az emberek nem oszthatók be a hagyományos módszerek szerint hetero-, bi-, illetve homoszexuálisnak. Ezért a probléma megoldására létrehozott egy nullától hatig tartó skálát, amiben a 0 jelenti a teljesen heteroszexuális embert, a 6-os pedig a teljesen homoszexuálist. Kinsey szerint a legtöbb ember valahol a kettő között található. Az aszexuális emberek nem esnek a skála egy pontjára sem, őket Kinsey X-szel jelölte.

## A skála létrehozását megelőző és követő kutatások
Kinsey Wardell Pomeroy-jal és Clyde Martinnal együtt emberek ezreivel készített interjút azok szexuális szokásairól. A kutatási eredmények megkérdőjelezték a korábban bevett felfogást, miszerint az emberi szexualitást világosan elkülöníthető kategóriákra lehetne osztani, ahol a heteroszexuális orientáció az alapvető és csak elvétve fordulnak elő homoszexuális vagy biszexuális emberek. Ehelyett mind a férfiak (Sexual Behaviour in the Human Male, 1948), mind a nők (Sexual Behaviour in the Human Female, 1953) szexuális szokásai sokkal árnyaltabb és változatosabb képet mutattak. Például a férfiakon végzett kutatásai alapján 37%-uk élt már át olyan orgazmust, melyhez homoszexuális kapcsolat segítette, 8%-uk több, mint három éven át folytatott homoszexuális életet, és 4%-uk kizárólag homoszexuális kapcsolatokban vett részt. Kutatásai azt az eredményt mutatták, hogy ezen kívül létezik 13%, akik erős homoszexuális érdeklődésűek, de sosem volt ilyen jellegű kapcsolatuk. A nemek iránti érdeklődés ezen kívül egy személyen belül változhat is az élete során. Kortársa, Harry Benjamin endokrinológus-szexológus 1966-ban a Kinsey-skála mintájára készítette el a nemi identitásokat kategorizáló táblázatát. (Tőle származik a transzszexulizmus diagnózis, hogy leválassza a Magnus Hirschfeld féle transzvesztitizmusról.)

## Kritikák
Az elmélet megszületése óta számos kritika érte a skálát. Ezek legtöbbje arra mutat rá, hogy a felmérés nem reprezentatív. Ez minden bizonnyal igaz, de a később végzett felmérések eredményei – bár eltérnek Kinsey-étől – megmutatják, hogy az alapkövetkeztetés igaznak bizonyult. Azóta több új skála is keletkezett azzal a céllal, hogy tovább finomítsa az emberi szexualitás leírását (pl. Klein-skála, Storm-skála). Ezekben általában egyre több és több változót vizsgálnak (pl. a szexuális és romantikus vonzalmat külön választják vagy a rövid távú és hosszú távú kapcsolatokat), illetve a szexuális orientáció mellé beemelik a biológiai nemet és a nemi identitást mint egy egyén szexualitásának a különböző elemeit.

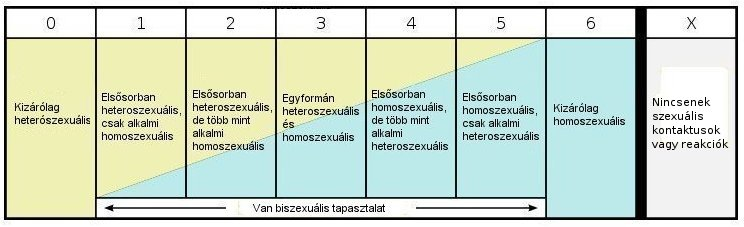
A Kinsey-skála